# Pwani
Pwani est une région de l'est de la Tanzanie. Ancienne province de la côte, elle entoure Dar es Salaam, la capitale économique du pays. Sa petite capitale administrative Kibaha se situe à juste 25 km du centre de la métropole.

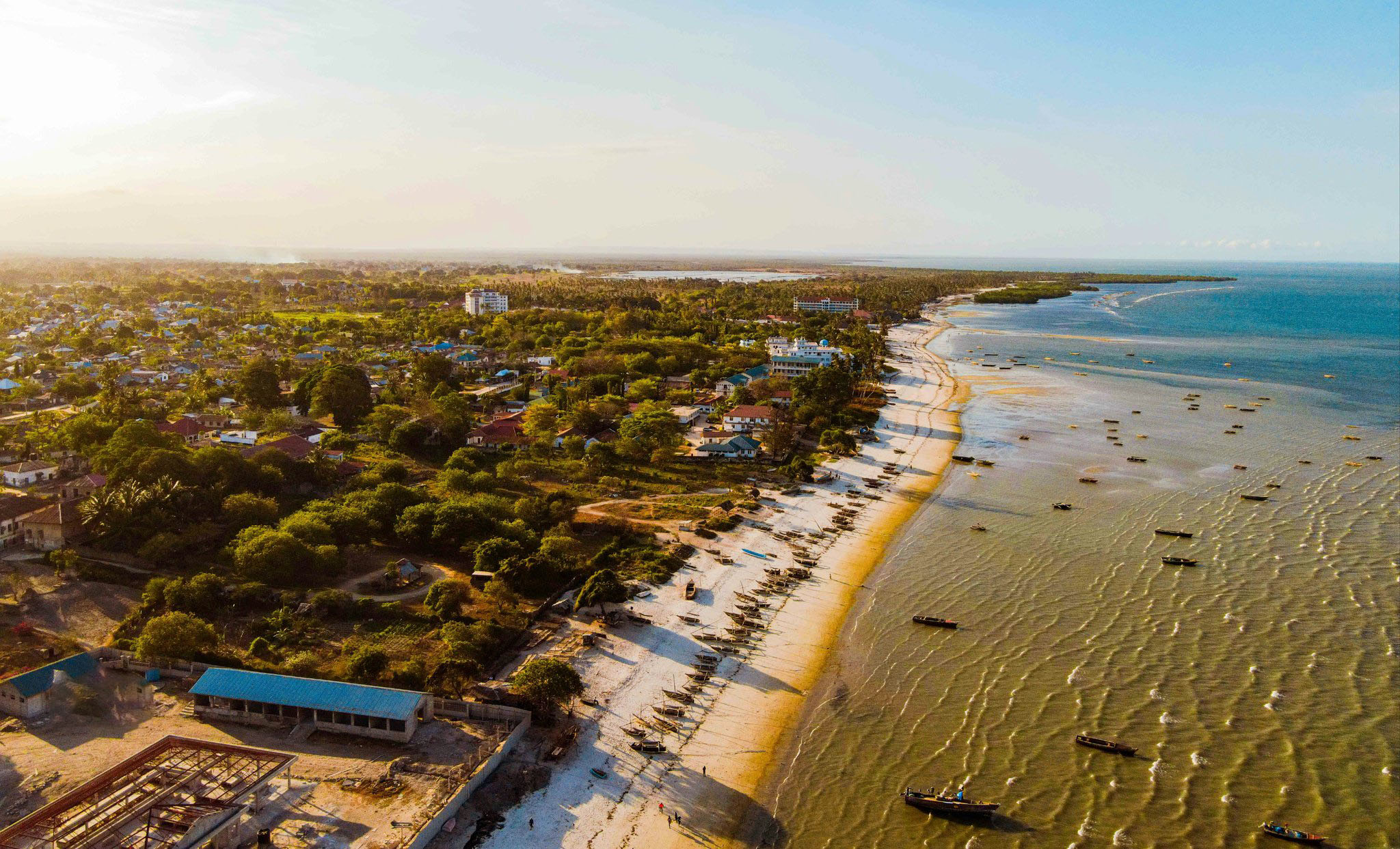

La province, largement formée de plaine, comporte une longue ouverture sur l'Océan Indien. Au sud, on trouve le delta du fleuve Rufiji et l'île de Mafia.
35 % de la population est Musulmane (surtout vers la côte), 18 % Protestants Luthériens, 15 % Catholiques, 13 % Protestants évangéliques, 9 % Animistes, 2 % d'Hindouistes (surtout des Indiens), 8 % Autres ( Dont Bouddhistes, Bahaïs, Kimbanguistes, et diverses sectes).

## Personnalités liées à la communauté
- Ali Hassan Mwinyi (1925-2024), président de la Tanzanie de 1985 à 1995.